# Ptaki (film)

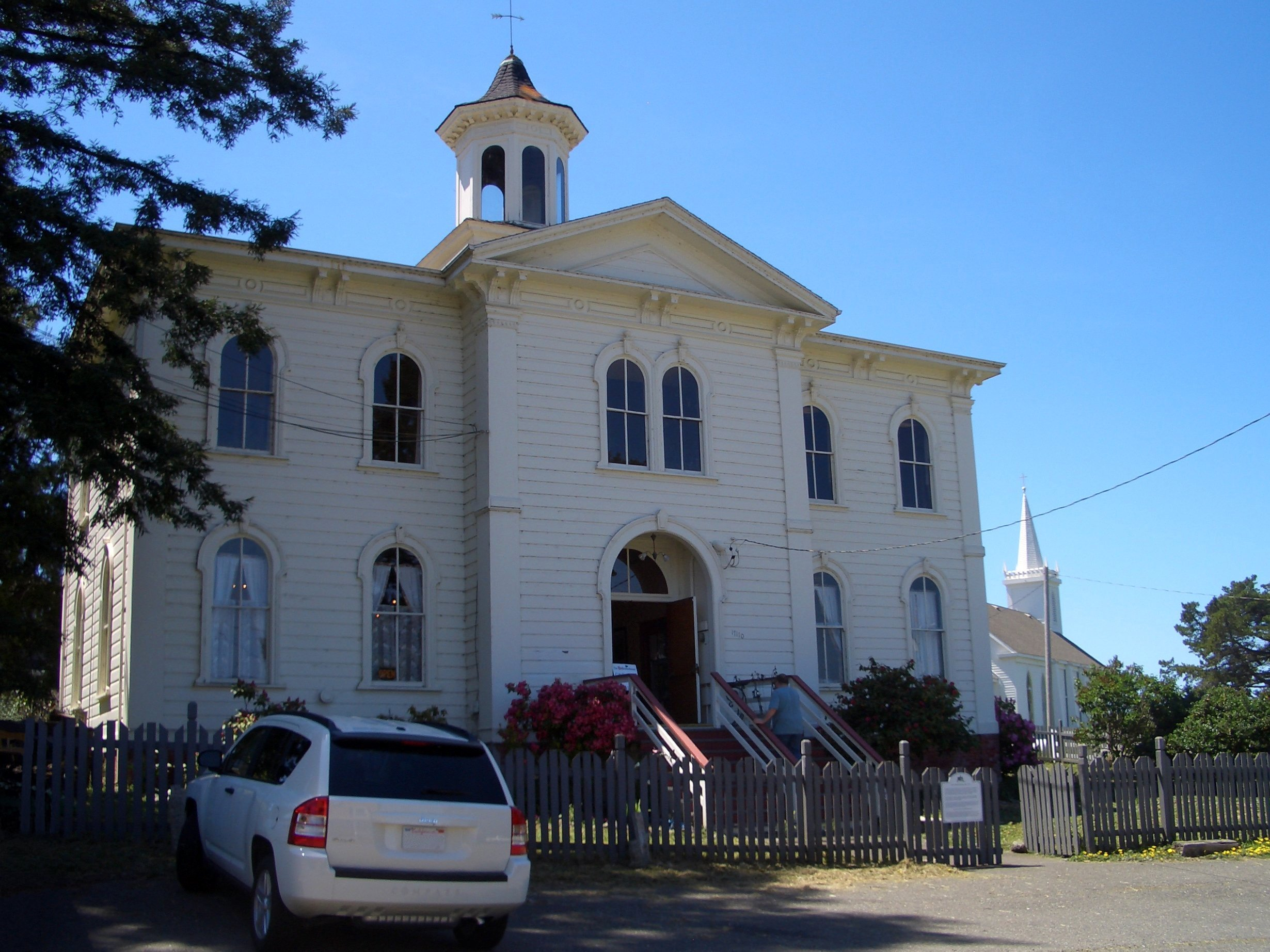
Potter School Bodega, gdzie kręcono poszczególne sceny

Ptaki (oryg. The Birds) – amerykański dreszczowiec z 1963 w reżyserii Alfreda Hitchcocka. Uznawany za jeden z najważniejszych dreszczowców w historii kina. Film powstał na motywach opowiadania Daphne du Maurier.
W 2016 roku amerykańska Biblioteka Kongresu uznała film za dzieło „kulturalnie, historycznie lub estetycznie znaczące”, które umieszczono w National Film Registry.

## Fabuła
Melanie Daniels (Tippi Hedren) spotyka w sklepie zoologicznym prawnika Mitcha Brennera (Rod Taylor). Ich przypadkowa rozmowa intryguje Melanie do tego stopnia, że postanawia sprawdzić kim jest i gdzie mieszka. Pod wpływem impulsu zamawia dla niego papużki nierozłączki, które Mitch chciał kupić siostrze na urodziny. Melanie wiezie klatkę do nadmorskiej miejscowości Bodega Bay, gdzie Brenner spędza każdy weekend z matką i Cathy. Wkrótce po przyjeździe Melanie zostaje zaatakowana przez mewę, co jest początkiem tajemniczych zdarzeń.

## Obsada
- Tippi Hedren – Melanie Daniels
- Rod Taylor – Mitch Brenner
- Jessica Tandy – Lydia Brenner
- Suzanne Pleshette – Annie Hayworth
- Veronica Cartwright – Cathy Brenner
- Ethel Griffies – pani Bundy, kobieta interesująca się ptakami
- Charles McGraw – Sebastian Sholes, rybak na obiedzie
- Ruth McDevitt – pani MacGruder, pracownica sklepu zoologicznego
- Darlene Conley – kelnerka
- Alfred Hitchcock – mężczyzna wychodzący ze sklepu zoologicznego z dwoma psami

## Nagrody
- 1964: Tippi Hedren: Złoty Glob najbardziej obiecująca aktorka[4]
- 1964: Oscar (nominacja) najlepsze efekty specjalne[5]